# Galene
Galene is een geslacht van kreeftachtigen uit de klasse van de Malacostraca (hogere kreeftachtigen).

## Soort
- Galene bispinosa (Herbst, 1783)